# Icaria pruinosa
Icaria pruinosa är en getingart som beskrevs av Cameron 1906. Icaria pruinosa ingår i släktet Icaria och familjen getingar. Inga underarter finns listade i Catalogue of Life.